# Georg Christian Adler
Georg Christian Adler (Brandeburgo, 6 maggio 1724 – Altona, 2 novembre 1804) è stato un filologo e archeologo tedesco.

## Biografia
Nato in una famiglia di umanisti di religione luterana nel 1724, 'Georg Christian Adler studiò teologia all'università di Halle. Nel 1755, dopo aver sposato Johanna Elisa Schultze (1729-1806), fu chiamato ad Arnis, una piccolissima città dello Schleswig-Holstein, in qualità di predicatore. Qui nel 1756 nacque suo figlio Jacob Georg Christian che diventerà un illustre orientalista e biblista. Da Arnis, nel 1758 venne trasferito a Groß Sarau, sempre nello Schleswig-Holstein, e l'anno successivo ad Altona, nei pressi di Amburgo, dove nel 1791 fu nominato governatore ecclesiastico, e dove morì nel 1804.

## Opere
- D. Georg Christian Maternus von Cilano weiland Königl. dänischen Justitzraths Professors der Medicin und Naturlehre, wie auch der römischen und griechischen Alterthümer... ausführliche Abhandlung der römischen Alterthümer, In Ordnung gebracht und herausgegeben von Georg Christian Adler Prediger an der evangelisch-lutherischen Hauptkirche in Altona. Hamburg, bey Carl Ernst Bohn ... Altona, gedruckt bey Casp. Christ. Eckstorff, Königl. privil. Buchdr., 1776
- Titus Livius, übersezt von Georg Christian Maternus von Cilano, Zum druck befördert und mit einigen Anmerkungen begleitet von Georg Christian Adler. Hamburg, 1778-1779
- Ausführliche Beschreibung der Stadt Rom, mit 15 gefalteten Kupferstichen und Plänen (Descrizione dettagliata della città di Roma 1781–82, con 15 incisioni e piante), 4 voll., Altona, 1781-1782
- Nachricht von den Pomtinischen Sümpfen und deren Austrocknung mit einer genauen Charte derselben (Notizia sulle Paludi pontine e sulle opere di bonifica, con una dettagliata mappa), Hamburg: Verlag Bohn, 1783
- Sexti Iulii Frontini de Aquae ductibus urbis Romae commentarius, editus a Georgio Christiano Adler. Altonae : Kaven, 1792